# Sally Hemings
Sarah «Sally» Hemings (1773-1835) fue una esclava (descrita como mulata, aunque en realidad cuarterona) del presidente Thomas Jefferson con el que tuvo seis hijos, de los que sobrevivieron cuatro y les fue concedida la libertad. Una de las hijas de Jefferson, Martha, le concedió informalmente la libertad a Sally tras la muerte de él. Sally era la más joven de seis hermanos, hijos del propietario de plantaciones John Wayles y su esclava mulata Betty Hemings; por lo que Sally y sus hermanos también eran medio hermanos de la esposa del presidente Thomas Jefferson, Martha Wayles Skelton.
En el año 1787, Sally, a la edad de 14 años hizo de acompañante de Mary (Polly), la hija de Thomas Jefferson, en un viaje a Londres y después a París, donde Jefferson enviudó, en ese momento era embajador de Estados Unidos en Francia (1785-1789). Sally pasó dos años allí. Según los historiadores, Thomas Jefferson empezó a esclavizar a Sally en Francia o poco después de su regreso a Monticello, y de esta relación jerárquica y continuas violaciones nacieron seis hijos de los que cuatro llegaron a la edad adulta. Sally siempre fue esclava de Thomas Jefferson hasta su fallecimiento.
La pregunta histórica sobre si Thomas Jefferson fue el verdadero padre de los hijos que tuvo Sally Hemings se conoce como la controversia Jefferson–Hemings. Tras un análisis realizado a finales del siglo XX junto con un estudio de ADN realizado en el año 1998, se da la coincidencia de que a través de la línea masculina de Thomas Jefferson y uno de los últimos descendientes del último hijo de Sally Hemings, Eston Hemings, afirman casi todos los historiadores que el viudo Thomas Jefferson fue padre de Eston y probablemente del resto de hijos de Sally Hemings, aunque existe un pequeño grupo de historiadores que discrepan de esa confirmación.
Los hijos de Sally Hemings vivieron en la casa de Thomas Jefferson como esclavos y aprendieron el oficio de artesanos. Thomas Jefferson concedió la libertad a Beverly, Harriet, Madison y a Eston, cuando llegaron a la mayoría de edad (fue la única familia de esclavos a la que Thomas Jefferson liberó). Tenían siete octavas partes de ascendencia caucásica, y tres de los cuatro eran de piel blanca. Los últimos nueve años de vida de Sally Hemings, sin la compañía de Thomas Jefferson, los pasó junto a sus hijos libremente en Charlottesville, y llegó a conocer a uno de sus nietos.